# Weiher im Loichingermoos
Nordwestlich des Ortsteils Kronwieden der Gemeinde Loiching erstrecken sich die Weiher im Loichingermoos. Es handelt sich um vier größere und vier kleinere Weiher mit einer Gesamtfläche von 12 Hektar, die sich über ein Gebiet von rund 800 Meter mal 400 Meter zwischen der A 92 und der Bahnstrecke Plattling-Landshut erstrecken. Die Weiher wurden zur Kiesgewinnung ausgebaggert, dienen inzwischen aber auch Freizeitzwecken (Badebetrieb im Sommer, Eissport im Winter).
Die vier größten Weiher von Ost nach West:
1. Autobahnweiher (3,07 ha)
2. Haslbeckweiher (2,17 ha)
3. Eisenbahnweiher (1,90 ha)
4. Kerscherweiher (2,15 ha)

Weiter westlich finden sich die vier neueren, kleineren Weiher mit einer Wasserfläche von insgesamt 2,8 ha:
1. 1,7 ha
2. 0,5 ha
3. 0,3 ha
4. 0,3 ha